# Kain (Zeitschrift)
Kain war eine anarchistische Zeitschrift mit dem Untertitel  Zeitschrift für Menschlichkeit. Sie wurde von Erich Mühsam herausgegeben und erschien von 1911 bis 1919, mit Unterbrechung durch den Weltkrieg 1914–1918.

## Geschichte
Die erste Ausgabe von Kain erschien im April 1911 und die wegen des Ersten Weltkrieges vorläufig letzte Nummer im Juli 1914. Im November 1918 setzte Mühsam die Herausgabe der Zeitschrift fort. Vor dem Krieg erschien Kain monatlich, danach wöchentlich und schließlich nur noch unregelmäßig.
Der Titel Kain wurde von Erich Mühsam nach der biblischen Figur des Kain gewählt, nicht weil dieser seinen Bruder ermordet hat, sondern weil Mühsam in ihm den „ersten Rebellen der Menschheit“ sah (H.-Georg Lützenkirchen). In seinen literarischen Arbeiten, unter anderem in Kain, schrieb Mühsam mit Polemik, Humor und Kritik über seine Vorstellungen unter anderem über die Existenz der Bohème, die er mit dem Anarchismus verband. Er war gegen den „vertrottelten Konventionsdrill“ (E. Mühsam) der autoritären Bürgergesellschaft. In Kain rief er zur Verbrüderung des Subproletariats auf: „Verbrecher, Landstreicher, Huren und Künstler – Das ist die Bohème, die einer neuen Kultur die Wege weist“. In der Nr. 10 (1912) von Kain erschien ein Artikel von Mühsam über den „Humbug der Wahlen“ und in der Märzausgabe von 1913 ein kritischer Beitrag über die Suffragetten-Bewegung.
Hierin bezog er eine positive Stellung zur Frauenbewegung. Seiner Meinung nach war die Unterdrückung der Frauen ein „Verbrechen der von Männern inszenierten Weltwirtschaft“ (Elisa Zenck). Mühsams Tagebücher und die von ihm herausgegebenen Zeitschriften stellen eine bedeutende Dokumentation der Zeitkritik dar. In „Kain“ publizierte er Artikel, in denen er zur Solidarität mit dem Subproletariat aufrief und „der Bohemekultur einen politisch oppositionellen Inhalt geben wollte“.
Nachfolger der Zeitschrift „Kain“ war Fanal, ebenfalls von E. Mühsam herausgegeben von 1926 bis 1931.

## Gleichnamige anarchistische Zeitschrift
- Kain – Zeitschrift für Menschlichkeit und freiheitliche Gesellschaftsordnung. Erschienen 1975/1976 im Selbstverlag (Neulußheim) mit 2 Ausgaben. Redaktion: Reinhard Sick und Klaus Haag. Aus dem Editorial der Nr. 1, Seite 3: „Wir kennen nur eine Ideologie: DER MENSCH und seine mögliche Befreiung und Emanzipation von jeder Form der Autorität, Herrschaft und Selbstlosigkeit“.

## Kain-Kalender

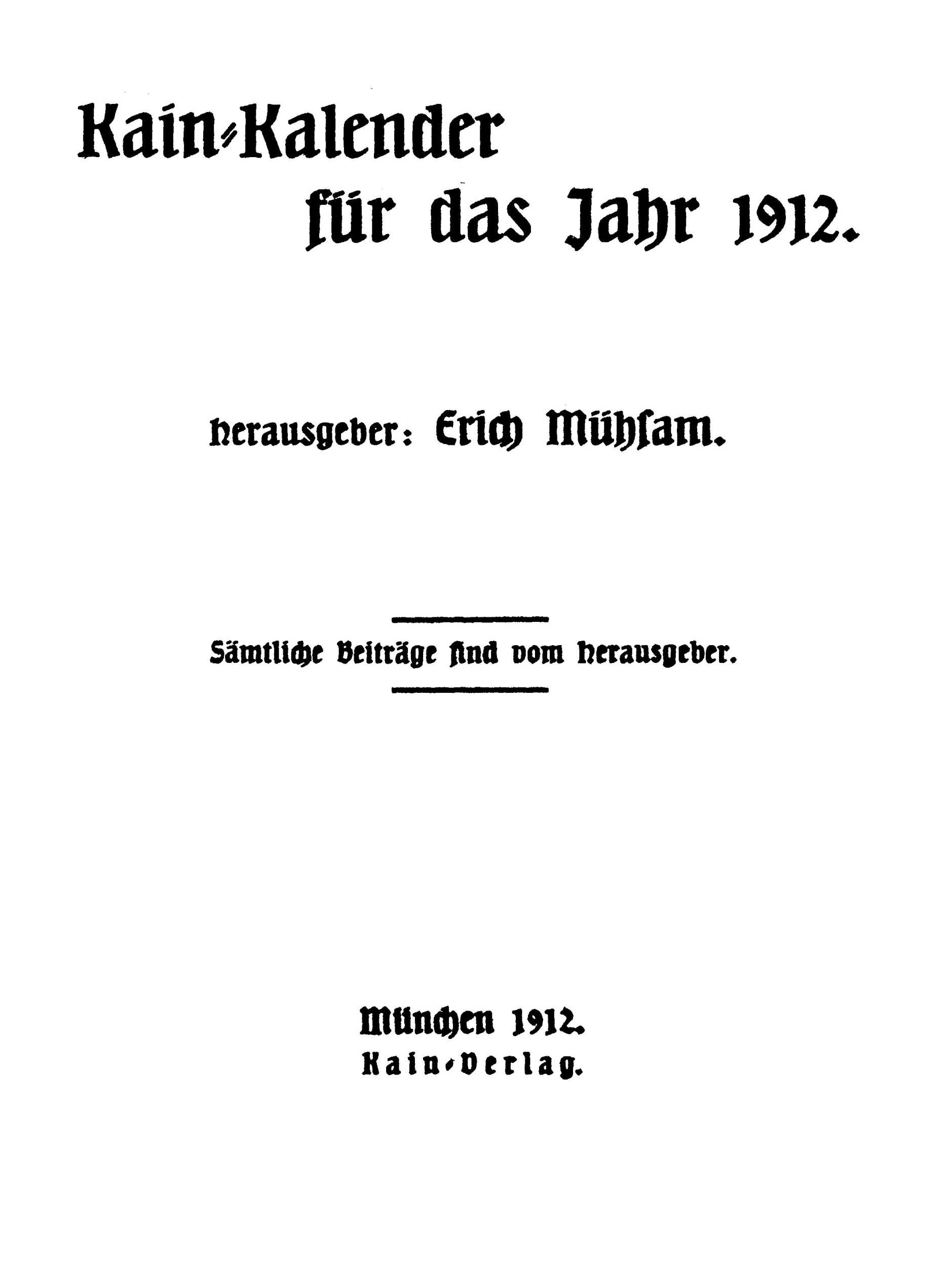
Kain-Kalender 1912

- In 1912 und 1913 gab Erich Mühsam zwei Kalender heraus unter dem Titel Kain-Kalender. Kain Verlag, München. 1912 = 74 Seiten, 1913 = 62 Seiten.
- KALENDA. Anarchistischer Taschenkalender [1983 bis 1989 als "Schwarzroter Kain-KALENDA]. Erschienen von 1983 bis 2000 in Berlin  unter der Redaktion von Ralf G. Landmesser, der ebenfalls der Herausgeber war. Der Titel nahm Bezug auf Mühsams Kain-Kalender und durch die Monatsgedichte im Geiste Mühsams. Mit historischen und aktuellen Beiträgen aus der libertären Bewegung. In Italienisch 1989 ff erschienen unter dem Titel „Nera Agenda“ (Schwarzer Kalender).